# Aedes gaffigani
Aedes gaffigani är en tvåvingeart som beskrevs av Bianca L. Reinert 1991. Aedes gaffigani ingår i släktet Aedes och familjen stickmyggor. Inga underarter finns listade i Catalogue of Life.